# Madeleine Malonga

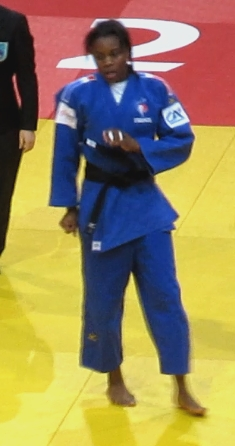
Madeleine Malonga beim Grand-Slam-Turnier in Paris 2018

Madeleine Malonga (* 25. September 1993 in Soisy-sous-Montmorency) ist eine französische Judoka. Sie gewann 2019 den Weltmeistertitel im Halbschwergewicht, 2018 und 2020 war sie Europameisterin, 2021 Olympiazweite.

## Sportliche Karriere
Die 1,82 m große Madeleine Malonga kämpft im Halbschwergewicht, der Gewichtsklasse bis 78 Kilogramm. 2011 und 2012 war sie Dritte der U20-Europameisterschaften. Bei der Universiade 2013 belegte sie den zweiten Platz hinter der Ungarin Abigél Joó. Zwei Monate später siegte sie bei den Junioreneuropameisterschaften und wieder einen Monat später erkämpfte sie Bronze bei den Juniorenweltmeisterschaften. 2014 gewann sie das Grand-Slam-Turnier in Baku. Im gleichen Jahr siegte sie erstmals bei den französischen Meisterschaften. Bei den im Rahmen der Europaspiele 2015 ausgetragenen Europameisterschaften unterlag sie in der ersten Runde der Britin Gemma Gibbons. Die französische Equipe gewann einen Tag später den Mannschafts-Titel.
Nach einem schwächeren Jahr 2016 belegte Malonga bei der Universiade 2017 den fünften Platz. Ende 2017 siegte sie zum zweiten Mal bei den französischen Meisterschaften. Bei den Europameisterschaften 2018 in Tel Aviv bezwang sie im Viertelfinale Patrícia Sampaio aus Portugal und im Halbfinale die Britin Natalie Powell. Im Finale gewann Malonga den Titel gegen ihre Landsfrau Audrey Tcheuméo. Fünf Monate später bei den Weltmeisterschaften 2018 in Baku unterlag sie im Viertelfinale der Chinesin Ma Zhenzhao und belegte letztlich den siebten Platz. 2019 bezwang sie beim Grand-Slam-Turnier in Paris schon im Viertelfinale Audrey Tcheuméo, sie gewann das Turnier mit einem Sieg über die Deutsche Luise Malzahn. Die Europameisterschaften 2019 wurden im Rahmen der Europaspiele 2019 in Minsk ausgetragen. Malonga unterlag Malzahn im Viertelfinale, erkämpfte aber mit Siegen über Natalie Powell und die Niederländerin Marhinde Verkerk eine Bronzemedaille. Zwei Monate später bei den Weltmeisterschaften 2019 in Tokio bezwang sie im Viertelfinale Natalie Powell und im Halbfinale die Brasilianerin Mayra Aguiar. Durch ihren Finalsieg über die Japanerin Shori Hamada gewann Madeleine Malonga die Goldmedaille. Anfang 2020 siegte Malonga beim Grand-Slam-Turnier in Paris. Danach fanden wegen der COVID-19-Pandemie ein halbes Jahr fast keine Judoturniere statt. Ende November bei den Europameisterschaften 2020 in Prag traf sie im Finale auf die Deutsche Luise Malzahn, Malonga gewann ihren zweiten Europameistertitel. Anfang 2021 siegte Malonga beim Masters-Turnier in Doha. Bei den Weltmeisterschaften 2021 in Budapest erreichte Malonga das Finale durch einen Sieg über die Niederländerin Guusje Steenhuis. Im Finale unterlag sie der Deutschen Anna-Maria Wagner. Bei den Olympischen Spielen in Tokio besiegte sie im Viertelfinale die Kubanerin Kaliema Antomarchi und im Halbfinale die Südkoreanerin Yoon Hyun-ji. Im Finale unterlag sie der Japanerin Shori Hamada.
Im Mai 2022 verlor Malonga im Viertelfinale der Europameisterschaften in Sofia gegen die Italienerin Alice Bellandi, erkämpfte aber anschließend eine Bronzemedaille. Nach einem nicht so erfolgreichen Jahr 2023 gewann Malonga im März 2024 beim Grand Slam in Antalya, wo sie im Finale die Deutsche Alina Böhm bezwang. Bei den Weltmeisterschaften 2024 in Abu Dhabi verlor Malonga im Halbfinale gegen Alice Bellandi, gewann aber den Kampf um Bronze gegen die Südkoreanerin Lee Yeong-jun. Bei den Olympischen Spielen 2024 in Paris schied Malonga im Achtelfinale gegen die Portugiesin Patrícia Sampaio aus.